# Бароцци, Константин
Константин Бароцци (рум. Constantin Barozzi; 14 октября 1833, Слатина, княжество Трансильвания — 15 апреля 1921, Бухарест, Королевство Румыния) — румынский политический, государственный и военный деятель, генерал-майор (1892), начальник Генерального штаба румынской армии (1877 и 1895—1898), военный министр Королевства Румыния (23 марта — 11 ноября 1888), глава Королевского военного двора Румынии (1888), картограф, сенатор.

## Биография
В 1854—1856 году обучался в Бухарестском военном офицерском училище, в 1856—1857 г. продолжил учёбу в Военно-географическом институте в Вена|Вене, где получил специальность офицера-инженера-геодезиста. Вернувшись на родину, был назначен проректором по учебе, заместителем директора и, наконец, директором Военного офицерского училища в Бухаресте (1862—1867).
Принимал участие как в работе Международной комиссии по делимитации границы между Румынией и Австро-Венгрией (1885) и с Болгарией (1886), так и в различных международных геодезических конгрессах, а также в заседаниях Международного геодезического совета, членом которого он был, проходивших в Берлине, Дрездене, Гамбурге, Париже, Риме и Вене.
Участник Войны за независимость Румынии и Русско-турецкой войны (1877—1878) в качестве начальника штаба Оперативной армии. Командовал штабом 4-й пехотной дивизии, был командиром дивизии «Добруджа» и 3-го армейского корпуса. В 1892 году получил чин генерал-майора.
По его инициативе в 1895 г. был создан военный географический институт.
С апреля 1905 года — почётный член Румынской академии, один из основателей и вице-президентом Румынского географического общества.
Начальник Генерального штаба румынской армии (18 августа — 20 октября 1877). С 23 марта по 11 ноября 1888 года занимал пост военного министра Королевства Румыния.
Позже был назначен главой Королевского военного двора Румынии (1888—1892) и вновь начальником генерального штаба румынской армии (1 октября 1895 — 1 октября 1898).